# Taça Rio
Die Taça Rio (portugiesisch für Rio-Pokal) ist eine Fußballtrophäe im Bundesstaat Rio de Janeiro in Brasilien. Sie ist 1978 vom neugegründeten Landesverband Federação de Futebol do Estado do Rio de Janeiro (FERJ) ins Leben gerufen worden und wird seit 1982 mit zwei Unterbrechungen durchgehend ausgespielt. Sie ist nicht mit dem Verbandspokal Copa Rio zu verwechseln.

## Modus
Die Taça Rio stellte früher nach der Taça Guanabara die zweite Phase der Staatsmeisterschaft von Rio de Janeiro dar. Bis 2013 ist die Staatsmeisterschaft in Finalspielen zwischen den beiden Pokalgewinnern bestimmt worden. Hat ein Verein beide Trophäen in einer Saison gewonnen, ist ihm automatisch die Staatsmeisterschaft zugefallen.
2014 ist der Spielmodus reformiert wurden, wobei die Taça Rio gegenüber der Taça Guanabara zu einem Trostpreis abgewertet wurde, da mit ihrem Gewinn fortan keine Qualifizierung zu den Meisterschaftsfinalspielen mehr verbunden ist. Alle 16 Teams der Série A treten einmal in einem Ligamodus gegeneinander an, von denen am Saisonende der Erstplatzierte der Gewinner der Taça Guanabara ist. Dieser und die drei weiteren Bestplatzierten tragen im Anschluss in einer Ausscheidungsrunde die Staatsmeisterschaft aus. Die beiden Tabellenletzten der Gesamtwertung steigen in die Serie B der Staatsmeisterschaft ab. Die Taça Rio wiederum wird aus den Ergebnissen jener 12 Teams ermittelt, welche die Qualifizierung zur Ausscheidungsrunde verpasst haben, wobei deren Ergebnisse aus den Partien gegen die vier Topteams in dieser Rechnung nicht berücksichtigt werden. Die erstplatzierte Mannschaft dieser verkürzten Rechnung, in der Regel der Fünft- oder Sechstplatzierte der Gesamtwertung, gewinnt die Taça Rio.

## Pokalhistorie

### Gewinner nach Jahren
| - 1978 – CR Flamengo - 1979 – nicht ausgetragen - 1980 – nicht ausgetragen - 1981 – nicht ausgetragen - 1982 – America FC - 1983 – CR Flamengo - 1984 – CR Vasco da Gama - 1985 – CR Flamengo - 1986 – CR Flamengo - 1987 – Bangu AC - 1988 – CR Vasco da Gama - 1989 – Botafogo FR - 1990 – Fluminense FC - 1991 – CR Flamengo - 1992 – CR Vasco da Gama - 1993 – CR Vasco da Gama - 1994 – nicht ausgetragen - 1995 – nicht ausgetragen - 1996 – CR Flamengo - 1997 – Botafogo FR - 1998 – CR Vasco da Gama - 1999 – CR Vasco da Gama - 2000 – CR Flamengo | 0 | - 2001 – CR Vasco da Gama - 2002 – Americano FC - 2003 – CR Vasco da Gama - 2004 – CR Vasco da Gama - 2005 – Fluminense FC - 2006 – Madureira EC - 2007 – Botafogo FR - 2008 – Botafogo FR - 2009 – CR Flamengo - 2010 – Botafogo FR - 2011 – CR Flamengo - 2012 – Botafogo FR - 2013 – Botafogo FR - 2014 – Boavista SC - 2015 – Madureira EC - 2016 – Volta Redonda FC - 2017 – CR Vasco da Gama - 2018 – Fluminense FC - 2019 – CR Flamengo - 2020 – Fluminense FC - 2021 – CR Vasco da Gama - 2022 – Resende FC - 2023 – Botafogo FR | 0 | - 2024 – Botafogo FR - 2025 – Sampaio Corrêa FE |

### Statistik
| Titel             | Verein           |
| ----------------- | ---------------- |
| 10                | CR Vasco da Gama |
| 10                | CR Flamengo      |
| 9                 | Botafogo FR      |
| 4                 | Fluminense FC    |
| 2                 | Madureira EC     |
| 1                 | America FC       |
| 1                 | Bangu AC         |
| 1                 | Americano FC     |
| 1                 | Boavista SC      |
| 1                 | Volta Redonda FC |
| 1                 | Resende FC       |
| Sampaio Corrêa FE |                  |